# Рео (Приморская Шаранта)
Рео́ (фр. Réaux) — коммуна во Франции, находится в регионе Пуату — Шаранта. Департамент коммуны — Приморская Шаранта. Входит в состав кантона Жонзак. Округ коммуны — Жонзак.
Код INSEE коммуны — 17295.

## Население
Население коммуны на 2010 год составляло 447 человек.
| 1962 | 1968 | 1975 | 1982 | 1990 | 1999 | 2010 |
| ---- | ---- | ---- | ---- | ---- | ---- | ---- |
| 440  | 481  | 516  | 453  | 436  | 475  | 447  |